# Condado de Schiawassee (Michigan)
O Condado de Shiawassee é um dos 88 condados do estado americano de Michigan. A sede do condado é Corunna, e sua maior cidade é Corunna.
O condado possui uma área de 1 400 km² (dos quais 5 km² estão cobertos por água), uma população de 71 687 habitantes, e uma densidade populacional de 51 hab/km² (segundo o censo nacional de 2000).